# Wangemarot
Wangemarot (nep. वांगेमरोट) – gaun wikas samiti w zachodniej części Nepalu w strefie Rapti w dystrykcie Pyuthan. Według nepalskiego spisu powszechnego z 2001 roku liczył on 855 gospodarstw domowych i 4339 mieszkańców (2366 kobiet i 1973 mężczyzn).